# Jarosław Rodzewicz
Jarosław Rodzewicz, född den 11 maj 1973 i Gdynia, Polen, är en polsk fäktare som tog OS-silver i herrarnas lagtävling i florett i samband med de olympiska fäktningstävlingarna 1996 i Atlanta.